# Agnara madagascariensis
Agnara madagascariensis är en kräftdjursart som först beskrevs av Gustav Budde-Lund 1885.  Agnara madagascariensis ingår i släktet Agnara och familjen Agnaridae. Inga underarter finns listade i Catalogue of Life.